# ランデブー!
『ランデブー!』は、2010年5月15日公開の日本映画。

## 概要
本作は『白い春』、『結婚できない男』、『特命係長 只野仁』など数々のヒットドラマを世に送り出してきた脚本家・尾崎将也の初監督オリジナル作品である。
主演はエイベックス所属の音楽グループAAAのボーカル宇野実彩子と、バンド「DUSTZ」のリーダーであり、2010年には『踊る大捜査線 THE MOVIE 3』『BECK』ほか多くの映画に出演する川野直輝。

## ストーリー
谷山めぐるは女優を目指す女の子。でも最近はその夢もすり切れ気味。
3年前、田舎からこの大都会に出て来たときは、あんなに夢と希望にあふれてたのに・・・そんなめぐるは、ある日、勝負のかかったオーディションに行く途中、落ちていた携帯電話を拾う。
電話に出ると、相手は矢島（川野直輝）という若者。お人好しのめぐるは、電話を預かることに。しかし矢島には何か企みがある様子。
この携帯を拾ったことから、めぐるはとんでもない事件に巻き込まれて行くことに。

## キャスト
- 谷山めぐる：宇野実彩子
- 矢島：川野直輝
- 岡村美香：江波戸ミロ
- 工藤：山田能龍
- 吉岡：矢田一路
- 中島：道井良樹
- 青木：関戸将志
- 朝倉監督：田山涼成
- 山岡：鶴見辰吾

## スタッフ
- 監督：尾崎将也
- 監督補：川原圭敬
- プロデューサー：冨田英樹、増田悟司
- 脚本：尾崎将也
- 音楽：川井憲次
- 美術プロデューサー：津留啓亮
- 撮影：金子正人 (J.S.C.)
- 照明：田村文彦
- 録音：古川裕志
- 編集：日下部元孝
- 主題歌：AAA 『As I am』 (AAAのアルバム『HEARTFUL』に収録)